# Kamer van volksvertegenwoordigers (samenstelling 1977-1978)
De lijst van leden van de Belgische Kamer van volksvertegenwoordigers van 1977 tot 1978. De Kamer van volksvertegenwoordigers telde toen nog 212 leden.  Het federale kiesstelsel was in die periode gebaseerd op algemeen enkelvoudig stemrecht voor alle Belgen van 21 jaar en ouder, volgens een systeem van evenredige vertegenwoordiging op basis van de Methode-D'Hondt, gecombineerd met een districtenstelsel.
De 43ste legislatuur van de Kamer van volksvertegenwoordigers liep van 5 mei 1977 tot 14 november 1978 en volgde uit de verkiezingen van 17 april 1977.
Tijdens deze legislatuur was de regering-Tindemans IV in functie, die steunde op een meerderheid van christendemocraten (CVP en PSC), socialisten (PSB en BSP), Volksunie en FDF. De oppositie bestond dus uit PVV, PRLW, PL, RW en KPB-PCB.
In oktober 1978 kwam de regering-Tindemans IV ten val en daarna werd een overgangsregering gevormd: de regering-Vanden Boeynants II, samengesteld uit dezelfde partijen als de regering-Tindemans IV. Deze schreef in december 1978 vervroegde verkiezingen uit.

## Zittingen
In de 43ste zittingsperiode (1977-1978) vonden drie zittingen plaats. Van rechtswege kwamen de Kamers ieder jaar bijeen op de tweede dinsdag van oktober.
| Zitting               | Opening         | Sluiting         |
| --------------------- | --------------- | ---------------- |
| buitengewone zitting  | 5 mei 1977      | 10 oktober 1977  |
| 2de zitting 1977-1978 | 11 oktober 1977 | 9 oktober 1978   |
| 3de zitting 1978-1979 | 10 oktober 1978 | 14 november 1978 |

De Kamers werden van rechtswege ontbonden door de verklaring tot herziening van de Grondwet van 14 november 1978.

## Samenstelling
| Begin legislatuur (1977) | Begin legislatuur (1977) | Begin legislatuur (1977) | Einde legislatuur (1978) | Einde legislatuur (1978) | Einde legislatuur (1978) |
| Fractie                  | Fractie                  | Zetels                   | Fractie                  | Fractie                  | Zetels                   |
| ------------------------ | ------------------------ | ------------------------ | ------------------------ | ------------------------ | ------------------------ |
|                          | CVP                      | 56                       |                          | CVP                      | 56                       |
|                          | PSB                      | 35                       |                          | PSB                      | 35                       |
|                          | BSP                      | 27                       |                          | BSP                      | 27                       |
|                          | PSC                      | 24                       |                          | PSC                      | 24                       |
|                          | Volksunie                | 20                       |                          | Volksunie                | 20                       |
|                          | PVV                      | 17                       |                          | PVV                      | 17                       |
|                          | PRLW-PL                  | 16                       |                          | PRLW-PL                  | 15                       |
|                          | FDF-RW                   | 15                       |                          | FDF-RW                   | 15                       |
|                          | KPB-PCB                  | 2                        |                          | KPB-PCB                  | 2                        |
|                          |                          |                          |                          | Onafhankelijke           | 1                        |

Wijzigingen in fractiesamenstelling:
- In 1978 verlaat Basile-Jean Risopoulos de PL en gaat als onafhankelijke zetelen.

## Lijst van de volksvertegenwoordigers
| Volksvertegenwoordiger         | Partij    | Kieskring                 | Taalgroep  | Opmerkingen |
| ------------------------------ | --------- | ------------------------- | ---------- | --- |
| Leo Tindemans                  | CVP       | Antwerpen                 | Nederlands | |
| Karel Blanckaert               | CVP       | Antwerpen                 | Nederlands | Voorzitter van de CVP-fractie. |
| Herman Suykerbuyk              | CVP       | Antwerpen                 | Nederlands | |
| Frank Swaelen                  | CVP       | Antwerpen                 | Nederlands | |
| Tijl Declercq                  | CVP       | Antwerpen                 | Nederlands | |
| Wivina Demeester               | CVP       | Antwerpen                 | Nederlands | |
| Frans Cauwenberghs             | CVP       | Antwerpen                 | Nederlands | |
| Achiel Smets                   | CVP       | Antwerpen                 | Nederlands | |
| Greta Dielens                  | CVP       | Antwerpen                 | Nederlands | |
| Marcel Colla                   | BSP       | Antwerpen                 | Nederlands | Vervangt vanaf 10 oktober 1978 Wim Geldolf, die voltijds schepen van Antwerpen wordt. Geldolf was voorzitter van de BSP-fractie van 11 oktober 1977 tot 10 oktober 1978. |
| Bob Cools                      | BSP       | Antwerpen                 | Nederlands | |
| Jan Mangelschots               | BSP       | Antwerpen                 | Nederlands | |
| Jos Van Elewyck                | BSP       | Antwerpen                 | Nederlands | Voorzitter van de commissie Verkeerswezen, Posterijen, Telegrafie en Telefonie.                                                                                          |
| Lode Hancké                    | BSP       | Antwerpen                 | Nederlands | |
| Leona Detiège                  | BSP       | Antwerpen                 | Nederlands | |
| Frans Grootjans                | PVV       | Antwerpen                 | Nederlands | |
| Karel Poma                     | PVV       | Antwerpen                 | Nederlands | |
| Hugo Schiltz                   | Volksunie | Antwerpen                 | Nederlands | |
| André De Beul                  | Volksunie | Antwerpen                 | Nederlands | Secretaris. |
| Reimond Mattheyssens           | Volksunie | Antwerpen                 | Nederlands | |
| Guido Verhaegen                | CVP       | Mechelen                  | Nederlands | |
| Michel Van Dessel              | CVP       | Mechelen                  | Nederlands | |
| Luc Van den Brande             | CVP       | Mechelen                  | Nederlands | |
| Jef Ramaekers                  | BSP       | Mechelen                  | Nederlands | |
| Ludo Sels                      | Volksunie | Mechelen                  | Nederlands | |
| Joos Somers                    | Volksunie | Mechelen                  | Nederlands | |
| Jos Dupré                      | CVP       | Turnhout                  | Nederlands | |
| Robert Van Rompaey             | CVP       | Turnhout                  | Nederlands | |
| Renaat Peeters                 | CVP       | Turnhout                  | Nederlands | |
| Francis Tanghe                 | CVP       | Turnhout                  | Nederlands | Quaestor. |
| Jeanne Huybrechts-Adriaensens  | BSP       | Turnhout                  | Nederlands | |
| Peter Poortmans                | PVV       | Turnhout                  | Nederlands | |
| Jozef Belmans                  | Volksunie | Turnhout                  | Nederlands | |
| Renaat Van Elslande            | CVP       | Brussel                   | Nederlands | |
| Rika Steyaert                  | CVP       | Brussel                   | Nederlands | |
| Paul De Keersmaeker            | CVP       | Brussel                   | Nederlands | |
| Achille Diegenant              | CVP       | Brussel                   | Nederlands | |
| Paul De Kerpel                 | CVP       | Brussel                   | Nederlands | |
| Hugo Weckx                     | CVP       | Brussel                   | Nederlands | |
| Paul Vanden Boeynants          | PSC       | Brussel                   | Frans      | |
| José Desmarets                 | PSC       | Brussel                   | Frans      | Voorzitter van de PSC-fractie. |
| Henri-François Van Aal         | PSC       | Brussel                   | Frans      | |
| Richard Beauthier              | PSC       | Brussel                   | Frans      | Voorzitter van de commissie Binnenlandse Zaken. |
| Henri Simonet                  | PSB       | Brussel                   | Frans      | |
| Hervé Brouhon                  | PSB       | Brussel                   | Frans      | Voorzitter van de PSB-BSP-fractie tot 11 oktober 1977 en vanaf 11 oktober 1977 voorzitter van de PSB-fractie.                                                            |
| Armand Moock                   | PSB       | Brussel                   | Frans      | |
| André Degroeve                 | PSB       | Brussel                   | Frans      | Voorzitter van de commissie Europese Zaken. |
| François Guillaume             | PSB       | Brussel                   | Frans      | |
| Roger De Wulf                  | BSP       | Brussel                   | Nederlands | |
| August De Winter               | PVV       | Brussel                   | Nederlands | |
| Louis De Grève                 | PVV       | Brussel                   | Nederlands | |
| Georges Mundeleer              | PL        | Brussel                   | Frans      | Secretaris. |
| Basile-Jean Risopoulos         | PL        | Brussel                   | Frans      | Zetelt vanaf 10 oktober 1978 als onafhankelijke. |
| Vic Anciaux                    | Volksunie | Brussel                   | Nederlands | Voorzitter van de Volksunie-fractie tot 3 juni 1977. |
| Jef Valkeniers                 | Volksunie | Brussel                   | Nederlands | |
| Paul Peeters                   | Volksunie | Brussel                   | Nederlands | Voorzitter van de commissie Middenstand. |
| Antoinette Spaak               | FDF       | Brussel                   | Frans      | |
| Léon Defosset                  | FDF       | Brussel                   | Frans      | Voorzitter van de FDF-RW-fractie tot 3 juni 1977. |
| Roger Nols                     | FDF       | Brussel                   | Frans      | |
| Georges Désir                  | FDF       | Brussel                   | Frans      | |
| Georges Clerfayt               | FDF       | Brussel                   | Frans      | Quaestor. |
| Pierre Havelange               | FDF       | Brussel                   | Frans      | Voorzitter van de FDF-RW-fractie vanaf 7 juni 1977 en voorzitter van de commissie Buitenlandse Handel.                                                                   |
| François Persoons              | FDF       | Brussel                   | Frans      | |
| Luc Bernard                    | FDF       | Brussel                   | Frans      | |
| Marion Banneux                 | FDF       | Brussel                   | Frans      | |
| Guy Brasseur                   | FDF       | Brussel                   | Frans      | |
| Louis Van Geyt                 | KPB-PCB   | Brussel                   | Nederlands | |
| Mark Eyskens                   | CVP       | Leuven                    | Nederlands | |
| Jaak Henckens                  | CVP       | Leuven                    | Nederlands | Voorzitter van de commissie Nationale Opvoeding. |
| Godelieve Devos                | CVP       | Leuven                    | Nederlands | |
| Paul Devlies                   | CVP       | Leuven                    | Nederlands | |
| Henri Boel                     | BSP       | Leuven                    | Nederlands | |
| Louis Tobback                  | BSP       | Leuven                    | Nederlands | Voorzitter van de BSP-fractie vanaf 10 oktober 1978. |
| Jef Colin                      | BSP       | Leuven                    | Nederlands | |
| Georges Sprockeels             | PVV       | Leuven                    | Nederlands | |
| Willy Kuijpers                 | Volksunie | Leuven                    | Nederlands | |
| Marcel Plasman                 | PSC       | Nijvel                    | Frans      | |
| Pierre Rouelle                 | RW        | Nijvel                    | Frans      | Secretaris. |
| Alfred Scokaert                | PSB       | Nijvel                    | Frans      | Quaestor. |
| Serge Kubla                    | PRLW      | Nijvel                    | Frans      | |
| Robert Fernand Hulet           | PRLW      | Nijvel                    | Frans      | |
| Daniel Coens                   | CVP       | Brugge                    | Nederlands | |
| Emmanuel Desutter              | CVP       | Brugge                    | Nederlands | |
| Frank Van Acker                | BSP       | Brugge                    | Nederlands | |
| Willem Content                 | BSP       | Brugge                    | Nederlands | |
| Albert Claes                   | PVV       | Brugge                    | Nederlands | |
| Marc Olivier                   | CVP       | Kortrijk                  | Nederlands | |
| Antoon Steverlynck             | CVP       | Kortrijk                  | Nederlands | Vervangt vanaf 11 oktober 1977 André Dequae, die voorzitter van de Boerenbond wordt. Dequae was ondervoorzitter tot 11 oktober 1977.                                     |
| Francine Demeulenaere-Dewilde  | CVP       | Kortrijk                  | Nederlands | |
| Marc Bourry                    | BSP       | Kortrijk                  | Nederlands | |
| Luc Vansteenkiste              | Volksunie | Kortrijk                  | Nederlands | Quaestor. |
| André Kempinaire               | PVV       | Kortrijk                  | Nederlands | |
| Dries Claeys                   | CVP       | Veurne-Diksmuide-Oostende | Nederlands | |
| Maria Tyberghien-Vandenbussche | CVP       | Veurne-Diksmuide-Oostende | Nederlands | |
| Alfons Laridon                 | BSP       | Veurne-Diksmuide-Oostende | Nederlands | |
| Raoul Bonnel                   | PVV       | Veurne-Diksmuide-Oostende | Nederlands | Voorzitter van de commissie Algemene Zaken en Openbaar Ambt |
| Emiel Vansteenkiste            | Volksunie | Veurne-Diksmuide-Oostende | Nederlands | |
| Robert Gheysen                 | CVP       | Roeselare-Tielt           | Nederlands | Secretaris. |
| Erik Vankeirsbilck             | CVP       | Roeselare-Tielt           | Nederlands | |
| Mik Babylon                    | Volksunie | Roeselare-Tielt           | Nederlands | |
| Gustaaf Nyffels                | BSP       | Roeselare-Tielt           | Nederlands | Secretaris en voorzitter van de commissie Tewerkstelling en Arbeid. |
| Jozef Demeyere                 | BSP       | Roeselare-Tielt           | Nederlands | |
| Marcel Bode                    | CVP       | Ieper                     | Nederlands | Ondervoorzitter vanaf 11 oktober 1977 en voorzitter van de commissie Openbare Werken.                                                                                    |
| Cecile Boeraeve-Derycke        | CVP       | Ieper                     | Nederlands | |
| Roger Otte                     | CVP       | Aalst                     | Nederlands | Voorzitter van de commissie Cultuur. |
| Ghisleen Willems               | CVP       | Aalst                     | Nederlands | |
| Marc Galle                     | BSP       | Aalst                     | Nederlands | |
| Paul Van Der Niepen            | BSP       | Aalst                     | Nederlands | |
| Diane D'haeseleer              | PVV       | Aalst                     | Nederlands | |
| Jan Caudron                    | Volksunie | Aalst                     | Nederlands | |
| Jan Verroken                   | CVP       | Oudenaarde                | Nederlands | Ondervoorzitter en voorzitter van de commissie Volksgezondheid, Gezin en Leefmilieu.                                                                                     |
| Herman De Croo                 | PVV       | Oudenaarde                | Nederlands | Voorzitter van de PVV-fractie vanaf 11 oktober 1977. |
| Lieven Bauwens                 | Volksunie | Oudenaarde                | Nederlands | |
| Wilfried Martens               | CVP       | Gent-Eeklo                | Nederlands | |
| Adhémar d'Alcantara            | CVP       | Gent-Eeklo                | Nederlands | |
| Adhémar Deneir                 | CVP       | Gent-Eeklo                | Nederlands | |
| Alfons Coppieters              | CVP       | Gent-Eeklo                | Nederlands | |
| Monique De Weweire             | CVP       | Gent-Eeklo                | Nederlands | |
| Gilbert Temmerman              | BSP       | Gent-Eeklo                | Nederlands | |
| Livien Danschutter             | BSP       | Gent-Eeklo                | Nederlands | |
| Willy De Clercq                | PVV       | Gent-Eeklo                | Nederlands | |
| Emile Flamant                  | PVV       | Gent-Eeklo                | Nederlands | Voorzitter van de PVV-fractie tot 11 oktober 1977. |
| Guy Schrans                    | PVV       | Gent-Eeklo                | Nederlands | |
| Frans Baert                    | Volksunie | Gent-Eeklo                | Nederlands | Voorzitter van de Volksunie-fractie vanaf 7 juni 1977. |
| Paul Van Grembergen            | Volksunie | Gent-Eeklo                | Nederlands | |
| Lieven Lenaerts                | CVP       | Sint-Niklaas              | Nederlands | |
| Omer De Mey                    | CVP       | Sint-Niklaas              | Nederlands | Voorzitter van de commissie Sociale Voorzorg. |
| Aimé Van Lent                  | BSP       | Sint-Niklaas              | Nederlands | Quaestor. |
| Nelly Maes                     | Volksunie | Sint-Niklaas              | Nederlands | |
| Jan Lenssens                   | CVP       | Dendermonde               | Nederlands | |
| René Uyttendaele               | CVP       | Dendermonde               | Nederlands | |
| Gustave Boeykens               | BSP       | Dendermonde               | Nederlands | Ondervoorzitter en voorzitter van de commissie Economische Zaken. |
| Frans Verberckmoes             | PVV       | Dendermonde               | Nederlands | |
| Philippe Maystadt              | PSC       | Charleroi                 | Frans      | |
| Alfred Califice                | PSC       | Charleroi                 | Frans      | |
| Ernest Glinne                  | PSB       | Charleroi                 | Frans      | |
| André Baudson                  | PSB       | Charleroi                 | Frans      | Secretaris. |
| Marc Harmegnies                | PSB       | Charleroi                 | Frans      | |
| Jean-Claude Van Cauwenberghe   | PSB       | Charleroi                 | Frans      | |
| Léopold Tibbaut                | PSB       | Charleroi                 | Frans      | |
| Etienne Knoops                 | PRLW      | Charleroi                 | Frans      | |
| Robert Moreau                  | RW        | Charleroi                 | Frans      | |
| Fernand Helguers               | RW        | Charleroi                 | Frans      | |
| Adolphe Ducobu                 | PSC       | Bergen                    | Frans      | |
| Robert Urbain                  | PSB       | Bergen                    | Frans      | |
| Henri Deruelles                | PSB       | Bergen                    | Frans      | Voorzitter van de commissie Financiën. |
| Yvon Biefnot                   | PSB       | Bergen                    | Frans      | |
| Robert Leclercq                | PSB       | Bergen                    | Frans      | |
| Michel Tromont                 | PRLW      | Bergen                    | Frans      | Vervangt vanaf 28 februari 1978 de overleden Léon Hannotte. |
| René Jérôme                    | PSC       | Zinnik                    | Frans      | |
| Léon Hurez                     | PSB       | Zinnik                    | Frans      | |
| Richard Gondry                 | PSB       | Zinnik                    | Frans      | |
| Guy Pierard                    | PRLW      | Zinnik                    | Frans      | |
| Albert Lernoux                 | PSC       | Thuin                     | Frans      | |
| Willy Burgeon                  | PSB       | Thuin                     | Frans      | |
| Paul-Henry Gendebien           | RW        | Thuin                     | Frans      | |
| Robert Devos                   | PSC       | Doornik-Aat-Moeskroen     | Frans      | Quaestor. |
| Pierre Deschamps               | PSC       | Doornik-Aat-Moeskroen     | Frans      | |
| Jean-Baptiste Delhaye          | PSB       | Doornik-Aat-Moeskroen     | Frans      | |
| Jean-Pierre Perdieu            | PSB       | Doornik-Aat-Moeskroen     | Frans      | |
| Georgette Brenez               | PSB       | Doornik-Aat-Moeskroen     | Frans      | |
| André Bertouille               | PRLW      | Doornik-Aat-Moeskroen     | Frans      | |
| Jean Picron                    | PRLW      | Doornik-Aat-Moeskroen     | Frans      | Voorzitter van de commissie Landbouw. |
| Frédéric François              | PSC       | Hoei-Borgworm             | Frans      | |
| Edmond Leburton                | PSB       | Hoei-Borgworm             | Frans      | Parlementsvoorzitter en voorzitter van de commissie Buitenlandse Zaken en Ontwikkelingssamenwerkin.                                                                      |
| Fernand Hubin                  | PSB       | Hoei-Borgworm             | Frans      | |
| Jean-Pierre Grafé              | PSC       | Luik                      | Frans      | |
| Michel Hansenne                | PSC       | Luik                      | Frans      | |
| André Magnée                   | PSC       | Luik                      | Frans      | Secretaris. |
| André Cools                    | PSB       | Luik                      | Frans      | |
| Guy Mathot                     | PSB       | Luik                      | Frans      | |
| Jean-Maurice Dehousse          | PSB       | Luik                      | Frans      | |
| Claude Dejardin                | PSB       | Luik                      | Frans      | |
| Gaston Onkelinx                | PSB       | Luik                      | Frans      | |
| Alain Van der Biest            | PSB       | Luik                      | Frans      | |
| Gérard Delruelle               | PRLW      | Luik                      | Frans      | |
| Jean Defraigne                 | PRLW      | Luik                      | Frans      | Voorzitter van de PRLW-PL-fractie. |
| Jean Gol                       | PRLW      | Luik                      | Frans      | |
| Lucien Outers                  | FDF       | Luik                      | Frans      | |
| Marcel Levaux                  | KPB-PCB   | Luik                      | Frans      | |
| Guillaume Schyns               | PSC       | Verviers                  | Frans      | |
| Melchior Wathelet              | PSC       | Verviers                  | Frans      | |
| Yvan Ylieff                    | PSB       | Verviers                  | Frans      | |
| Ferdinand Dupont               | PSB       | Verviers                  | Frans      | |
| André Damseaux                 | PRLW      | Verviers                  | Frans      | |
| Luc Dhoore                     | CVP       | Hasselt                   | Nederlands | |
| Alfred Bertrand                | CVP       | Hasselt                   | Nederlands | |
| Georges Monard                 | CVP       | Hasselt                   | Nederlands | |
| Willy Claes                    | BSP       | Hasselt                   | Nederlands | |
| Eddy Baldewijns                | BSP       | Hasselt                   | Nederlands | |
| Alfred Vreven                  | PVV       | Hasselt                   | Nederlands | |
| Willy Desaeyere                | Volksunie | Hasselt                   | Nederlands | |
| Lambert Kelchtermans           | CVP       | Tongeren-Maaseik          | Nederlands | |
| Mathieu Rutten                 | CVP       | Tongeren-Maaseik          | Nederlands | |
| Chris Moors                    | CVP       | Tongeren-Maaseik          | Nederlands | |
| André Rutten                   | CVP       | Tongeren-Maaseik          | Nederlands | |
| Louis Vanvelthoven             | BSP       | Tongeren-Maaseik          | Nederlands | |
| Fernand Colla                  | PVV       | Tongeren-Maaseik          | Nederlands | Quaestor. |
| Jaak Gabriëls                  | Volksunie | Tongeren-Maaseik          | Nederlands | Vervangt vanaf 5 mei 1977 Evrard Raskin, die provinciaal senator wordt.                                                                                                  |
| Charles-Ferdinand Nothomb      | PSC       | Aarlen-Marche-Bastenaken  | Frans      | |
| Marcel Remacle                 | PSB       | Aarlen-Marche-Bastenaken  | Frans      | |
| Louis Olivier                  | PRLW      | Aarlen-Marche-Bastenaken  | Frans      | |
| Joseph Michel                  | PSC       | Neufchâteau-Virton        | Frans      | |
| Henri Pierret                  | PSC       | Neufchâteau-Virton        | Frans      | |
| Emile Wauthy                   | PSC       | Dinant-Philippeville      | Frans      | Vervangt vanaf 14 februari 1978 de overleden Victor Barbeaux. |
| Roger Delizée                  | PSB       | Dinant-Philippeville      | Frans      | |
| Charles Cornet d'Elzius        | PRLW      | Dinant-Philippeville      | Frans      | |
| Léon Remacle                   | PSC       | Namen                     | Frans      | Ondervoorzitter en voorzitter van de commissie Justitie. |
| Robert Marchal                 | PSC       | Namen                     | Frans      | |
| Robert Denison                 | PSB       | Namen                     | Frans      | |
| Bernard Anselme                | PSB       | Namen                     | Frans      | |
| Charles Poswick                | PRLW      | Namen                     | Frans      | Ondervoorzitter en voorzitter van de commissie Landsverdediging. |